# 产前保健
产前保健（prenatal/antenatal care）或产前照顾，是在妊娠期间对孕妇进行的医疗照顾与检查，包括营养教导、产前筛查（screening）、产前检查（exam）、产前诊断（diagnosis）、产前护理（nursing）等等，主要为孕妇提早发现问题，给予妇女在孕期的照护与生产的指示，进而守护母胎的健康。
产前保健屬於预防性的医疗保健，在怀孕过程中让医生或助产士治疗並预防潜在的健康问题，並且讓孕妇有健康的生活方式，這對孕妇和胎兒都有益。在产前保健時，孕妇可以瞭解體形变化、生理变化和包括包括产前维生素在內的产前营养資訊。在产前保健時，医生及助产士也會針對健康管理和生活方式的調整提出建議。常规产前保健的普及程度（包括产前筛查诊断）在降低孕产妇死亡、流产、出生缺陷、低出生体重儿、新生儿感染以及其他可预防的健康问题的機率上，都有很大的幫助。
根據世界卫生组织的报告，在2015年，每天约830名妇女因怀孕和分娩的併發症而死亡，這些孕产妇中平均只有5位居住于高收入国家，其他孕产妇則是居住在低收入国家。世界卫生组织建议怀孕妇女应該在產生接受四次产前訪問，可以發現問題且治療，并且接受免疫接种。虽然产前保健對於母亲和婴儿健康的改善格外的重要，但有许多妇女在產前沒有接受到四次产检。
有許多方式可以調整醫療系統，幫助孕產婦獲得产前保健，方式包括新的醫療衛生政策、教育醫療工作者以及醫療衛生體系的重組。社群介入，讓人改變其生活習慣也有幫助。介入的例子包括利用媒體接觸到較多的人，讓社群管理其自身的健康、資訊-教育-溝通式的介入，以及財務上的激勵措施。一個針對介入影響的探討發現社群介入也會增加接受产前保健婦女的人數，而其效果也包括了減少新生兒或嬰幼兒的死亡、體重過輕新生兒的比例也隨之減少。

## 傳統的产前保健時程
高收入国家的传统产前保健通常包括：
- 前两個孕期（从第1周到第28周）每月（一對一的）产检一次
- 从怀孕第28周到第36周的两周产检一次
- 从第38周到第42周，在第36周后的每周产检
- 父母和家庭需求的动态评估

這種产前保健是在1900年代初期開始發展的，很少研究探討此产前保健，確認這是否是最佳的作法。产前保健的費用可能會很貴，而且會耗費許多人力。以下段落描述了其他形式的产前保健研究，可以减轻所有国家产妇服务的负担。

## 檢查次數
有關產前保健的次數，每次孕婦得到的醫療照顧及資料，都還沒有足夠的證據作為佐證。有研究提出針對風險較低的孕婦，其產前保健的次數應該也要比較少。只是在測試時發現，產前保健次數較少的孕產婦，其嬰兒住進新生兒加護病房的比例較高，而住院時間也比較長。相較於正常產前保健次數的孕婦，產前保健次數較少的孕產婦新生兒死亡率高了14%。而產前保健次數較少的孕產婦，對於其所獲得的醫療照顧也比較不滿意。除了傳統產前保健的新技術外，有一種新的技術可以取代產前保健，即為遠距醫療。

## 团体与个人产前保健
团体产前保健是指幾位孕婦一起接受醫師在產前的保健，其費用較一對一的產前保健要低，孕婦也有機會在醫生和其他孕婦的保健過程中，瞭解懷孕相關的資訊。目前針對這類产前保健的研究還很少，不過目前研究發現參與的孕婦對懷孕、分娩及育兒有較多的認識。孕婦表示喜歡這樣的產前保健方式，而团体产前保健的孕婦，其懷孕情形和個別产前保健的差異不大。

## 助产士领导的护理
針對低風險孕婦的助产士领导护理，是指是以助产士（若有需要，也可以加入普通科醫生）為主的團隊來負責孕婦的產前护理，在懷孕期間不會見到專科醫生。若是助产士护理的孕妇，比較少引產的情形，不過分娩的時間會較長。比較不會有破水、器械協助分娩、会阴切开术或早产的情形，而剖宮產的比例和傳統产前保健的孕婦相當。

## 产前检查
可以透過孕妇第一次产前检查和特殊预约检查清单的結果，將孕妇區分為一般風險或是高風險。
在许多国家的醫院會給予孕妇病歷摘要，其中有她们怀孕的重要背景信息，例如病史，胎兒生长图和扫描报告。如果孕妇去其他家医院接受护理或分娩，助产士和医生可以使用她的病歷摘要，直到她正式的医院病歷送達為止。
有一個針對將病歷摘要帶回家的孕妇的回顧性研究，發現其剖宮產的風險較高
。不過這些婦女對於可以保有自己的病歷摘要，覺得較有安全感，而且希望後續懷孕也可以保有病歷摘要。有25%的孕婦反應她們的病歷在醫院遺失了，而沒有一個孕婦在產檢時會忘記帶自己的病歷摘要。

### 产前诊断
产前诊断（Prenatal diagnosis）或产前筛查（prenatal screening，這二者是不同類型的檢查）可以在嬰兒還沒未出生，仍是胎兒甚至胚胎時，檢查其疾病及健康狀況。通过一系列定期检查，产科医生和助产士能够监测母亲在怀孕期间的健康状况和胎兒产前发育情况。
体检一般包括：
- （母亲）病史收集
- 检查（母亲）的血压
- （母亲的）身高和体重
- 骨盆检查
- 多普勒胎儿心率监测（英语：多普勒胎儿监测）
- （母亲）血液和尿液测试
- 与护理人员讨论

在一些國家（例如英國），會在妊娠25周开始的产前检查中加入耻骨聯合-宫底高度（簡稱宮底高度，SFH）的量測，量測方式是量測孕婦的耻骨聯合到子宫顶部。目前有關此一實務的回顧研究只進行了一小部份，因此還沒有證據說明此一檢查是否有助於檢查嬰兒體形的大小。不過因為進行SFH的費用不高，而且很多地方已有進行，因此評估仍建議繼續此一作法。
生長表是一種透過宮底高度檢測體型較小嬰兒的方法，有二種生長表的類型：
1. 以人口為基礎的表，其中會有嬰兒標準成長情形以及體形大小
2. 客制化生長表，是透過觀察母親身高及體重，以及以前胎兒在不同階段的體重[17]

有針對這二個生長表檢測體型較小嬰兒的回顧研究，結論是目前還沒有質量夠好的研究說明哪一個生長表最好.。客制化生長表需要花費的金錢較多，也需要醫療人員花較多的時間，因此若要建議使用客制化生長表，需要更多的研究作為佐證。

### 超音波檢查
產科超音波檢查多半會在第四至六個月時，大約在第20週時進行。超音波檢查是比較安全的檢查，在產科上的檢查應用已超過35年。產科超音波檢查常用來：
- 診斷是否懷孕（不常見）
- 檢查是否有多胞胎
- 評估孕婦的可能風險（流產、萎縮卵（英语：Blighted ovum）、異位妊娠或葡萄胎）
- 檢查胎兒的異常（如螃蟹足（英语：Clubfoot）、脊柱裂、唇顎裂)
- 確認是否有宫内生长受限
- 檢查胎兒各部份的發展（例如心臟、腦、肝、胃、骨骼以及其骨頭）
- 檢查羊水及胎兒的脐带
- 評估預產期（依照量測結果以及胎兒發育情形）

一般而言，若懷疑胎兒有異常時，就會進行產科超音波檢查，也有可能依以下的時程進行檢查：
- 第7週：確認懷孕，確認不是異位妊娠或葡萄胎，評估預產期
- 第13-14週（檢查部份部位）：評估是否有唐氏症的風險
- 第18-20週：檢查內容如上表
- 第34週（檢查部份部位）：評估胎兒體形，確認胎盤位置

有一個針對懷孕24週之後的超音波檢查的回顧性研究，指出沒有證據顯示這段時間的超音波檢查對胎兒或是母親有幫助。
若進行早期的產前掃描，可以在妊娠初期就檢測到多胞胎，也可以有得到較準確的預產期，因此也會有較少的孕婦會接受到其實不必要的人工引產。
超音波檢查對於孕婦及配偶的回饋程度也有不同。若孕婦及配偶可以直接看到畫面，而且醫護人員會具體描述看到的內容，會有很好的回饋。若是在檢查最後才討論到檢查的結果，而且孕婦及配偶只能看到照片，回饋就會比較低。雖然沒有足夠的證據，但不同給與回饋的方式可能會影響孕婦的健康行為。在一個小型的研究中，若得到很好回饋的孕婦，比較會停止吸煙及喝酒，不過此研究的品質不夠好，還需要更多研究才能確定哪一種回饋方式比較好。
若孕婦的懷孕併發症風險較高，會進行都普勒超音波，檢查胎兒的血液流動，若胎兒的血流量不足，視為是「高風險」。有一個回顧研究針對所有進行都普勒超音波的孕婦（其中包括懷孕併發症風險較低的孕婦）。研究發現常規的都普勒超音波可以減少新生兒死亡的比例，但此證據還沒有強到可建議所有孕婦都要進行都普勒超音波的程度。
超声波的反馈级别可能不同。 高回馈是父母可以看到屏幕并给出他们可以看到的详细描述。 低反馈意见是最后讨论结果时，父母给予超声图片。 尽管没有足够的证据表明结论，但给予反馈的不同方式会影响父母的担忧程度和母亲的健康行为。 在一项小型研究中，获得高回馈的母亲更有可能停止吸烟和饮酒，但研究质量较低，需要更多研究来确定哪种反馈更好。
经历复杂怀孕的女性可能会进行一项称为多普勒超声的检查，以查看未出生婴儿的血流情况。 这是为了检测婴儿没有得到正常血流的迹象，因此处于“有风险”的状态。 一篇综述着眼于对所有女性进行多普勒超声检查，即使他们处于并发症的“低风险”。 该回顾发现，常规的多普勒超声可能减少了可预防的婴儿死亡人数，但证据不足以推荐他们应该对所有孕妇进行常规治疗。

## 美国
適當的产前保健會對所有社會背景的孕產婦都有幫助。這些醫療保健的普及對個人健康以及社會福祉都有幫助，不過社會經濟上的問題讓产前保健無法普遍推廣到開發中國家以及已開發國家。以美國而言，雖然女性可以透過這些醫療保健而得到幫助，但不同社經地位的人的醫療可及性仍有不少差異。